# Mohammed Jaraya
Mohammed Jaraya (Den Bosch, 2 juli 1996) is een Nederlands-Marokkaans kickbokser.

## Biografie
Jaraya werd geboren in Den Bosch maar heeft zijn roots liggen Dar el Kebdani, een stadje in het Rifgebergte in het noordoosten van Marokko. Hij groeide op in Den Bosch waar hij het VMBO volgde aan de Bossche Vakschool. Nadat hij een keer een kickbokstraining had bijgewoond, besloot hij zich te richten op het kickboksen. Hij begon met trainen bij Fighting Talents onder leiding van Hicham El Gaoui. Jaraya vocht op dertienjarige leeftijd zijn eerste partij, hij won die partij op punten.

### Veroordeling
Jaraya werd in 2018 in twee verschillende strafzaken veroordeeld voor mishandeling en kreeg in totaal 200 uur werkstraf en drie maanden voorwaardelijke celstraf.

## Carrière
Jaraya tekende op zestienjarige leeftijd een profcontract bij vechtorganisatie Enfusion. In 2014 versloeg hij Mohammed Galaoui op knock-out in de tweede ronde en kroonde hij zichzelf op 17 jarige leeftijd als de Featherweight World Champion.
In januari 2018 tekende Jaraya een meerjarig contract bij Glory. Hij maakte op Glory: 51 zijn debuut met een overwinning op Miles Simpson. In het najaar van 2018 veranderde hij van gym en ging twee gewichtsklassen hoger vechten. In september 2018 verloor hij van Murthel Groenhart door een technisch knock-out. Na dit verlies keerde Jaraya terug bij zijn oude gym en richtte zich weer op de Featherweight divisie. Zijn vierde en meest recente partij bij Glory vocht Jaraya op 21 december 2019 tegen Massaro Glunder (trainend bij Mike's Gym), tijdens het kickboksevenement Glory Collision II. Jaraya won op een unanieme jury-beslissing.

## Titels
- Enfusion
  - 2014 Enfusion Featherweight World Champion